# پناهگاه‌های صخره‌ای کفترک
پناهگاه‌های صخره‌ای کفترک مربوط به دوران فرادیرینه‌سنگی - زارزی است و در شهرستان شیراز، بخش مرکزی، ۳۰۰ متری جاده کفترک واقع شده و این اثر در تاریخ ۲۳ بهمن ۱۳۸۵ با شمارهٔ ثبت ۱۷۲۳۳ به‌عنوان یکی از آثار ملی ایران به ثبت رسیده است.